# Легкі гроші (фільм)
Легкі гроші (англ. Easy Money) — американська комедія 1983 року.

## Сюжет
Монті Капулетті має багато поганих звичок. Він багато випиває, багато курить, грає в азартні ігри та бігає за жінками, при цьому не без успіху грає роль добропорядного сім'янина. Монті цілком задоволений своїм бурхливим життям. Але одного разу приходить звістка, про те що його багата теща загинула в авіакатастрофі. Монті і його сім'я повинні успадкувати більше 10 мільйонів доларів і шикарний магазин в Мангеттені — але за умови, що протягом року він не буде вживати спиртного, курити, грати і мати стосунки з жінками на стороні, а також повинен скинути надлишкову вагу. Монті має вибрати між продовженням солодкого життям або ціною річних мук отримати багатство.

## У ролях
| Актор                  | Роль              |
| ---------------------- | ----------------- |
| Родні Дейнджерфілд     | Монті Капулетті   |
| Джо Пеші               | Нікі Цероні       |
| Джеральдін Фіцджеральд | місіс Монаган     |
| Кендіс Аззара          | Роуз Капулетті    |
| Вел Ейвері             | Луї, бармен       |
| Том Нунан              | Педді             |
| Тейлор Негрон          | Хуліо             |
| Лілі Гайден            | Белінда Капулетті |
| Джеффрі Джонс          | Клайв Барлоу      |
| Том Юелл               | Скраппелтон       |
| Дженніфер Джейсон Лі   | Елісон Капулетті  |